# N-甲磺酰基色胺
N-甲磺酰基色胺是一种有机化合物，化学式为C11H14N2O2S。它可由色胺和甲磺酰氯在三乙胺存在下于二氯甲烷中反应制得。它和过氧化叔丁醇反应，再经硼氢化钠还原，可以得到3a-叔丁基过氧基-1,2,3,3a,8,8a-六氢-1-甲磺酰基吡咯并[2,3-b]吲哚。